# Alsodes coppingeri
Espèce
Synonymes
- Cacotus coppingeri Günther, 1881

Alsodes coppingeri est une espèce d'amphibiens de la famille des Alsodidae.

## Répartition
Cette espèce est endémique de Puerto Río Frio sur l'île Wellington dans la région de Magallanes au Chili.

## Étymologie
Cette espèce est nommée en l'honneur de Richard William Coppinger.

## Taxinomie
Cette espèce a été placée en synonymie avec Alsodes monticola par Lynch en 1968, ce que continue d'observer l'UICN, mais en 2008, Formas et al, l'ont rétabli au rang d'espèce à part entière.

## Publication originale
- Günther, 1881 : Reptiles, Batrachians and Fishes collected during the survey of H.M.S. Alert on the coast of Patagonia. Proceedings of the Zoological Society of London, vol. 1881, p. 18-52 (texte intégral).